# Cambidanum

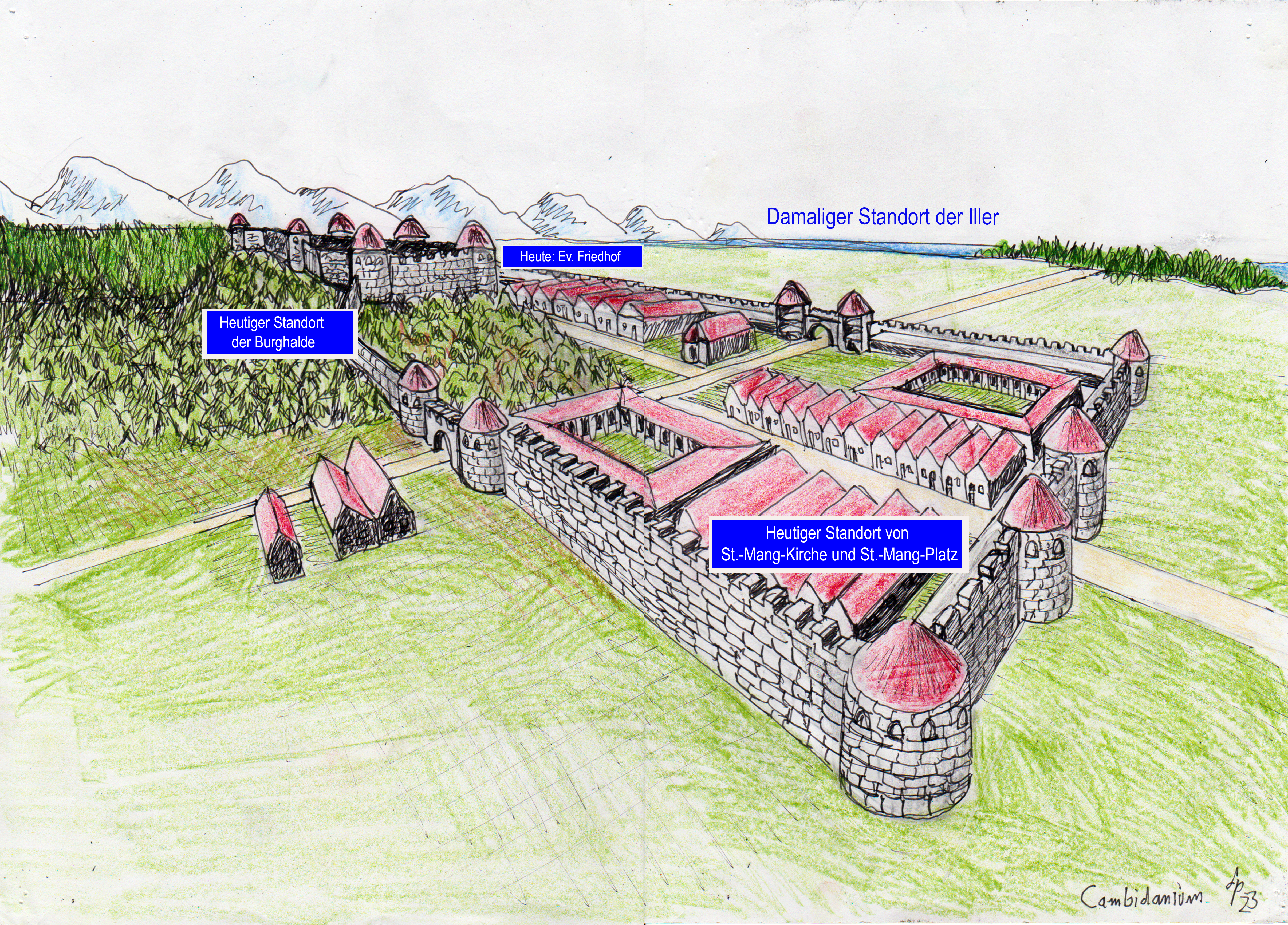
So ähnlich könnte Kempten (Cambidanum) im 4. Jahrhundert ausgesehen haben.

Cambidanum ist die Bezeichnung der befestigten spätrömischen Siedlung auf der Burghalde in Kempten. Sie ging aus der östlich der Iller gelegenen mittelkaiserzeitlichen Zivilstadt Cambodunum hervor.

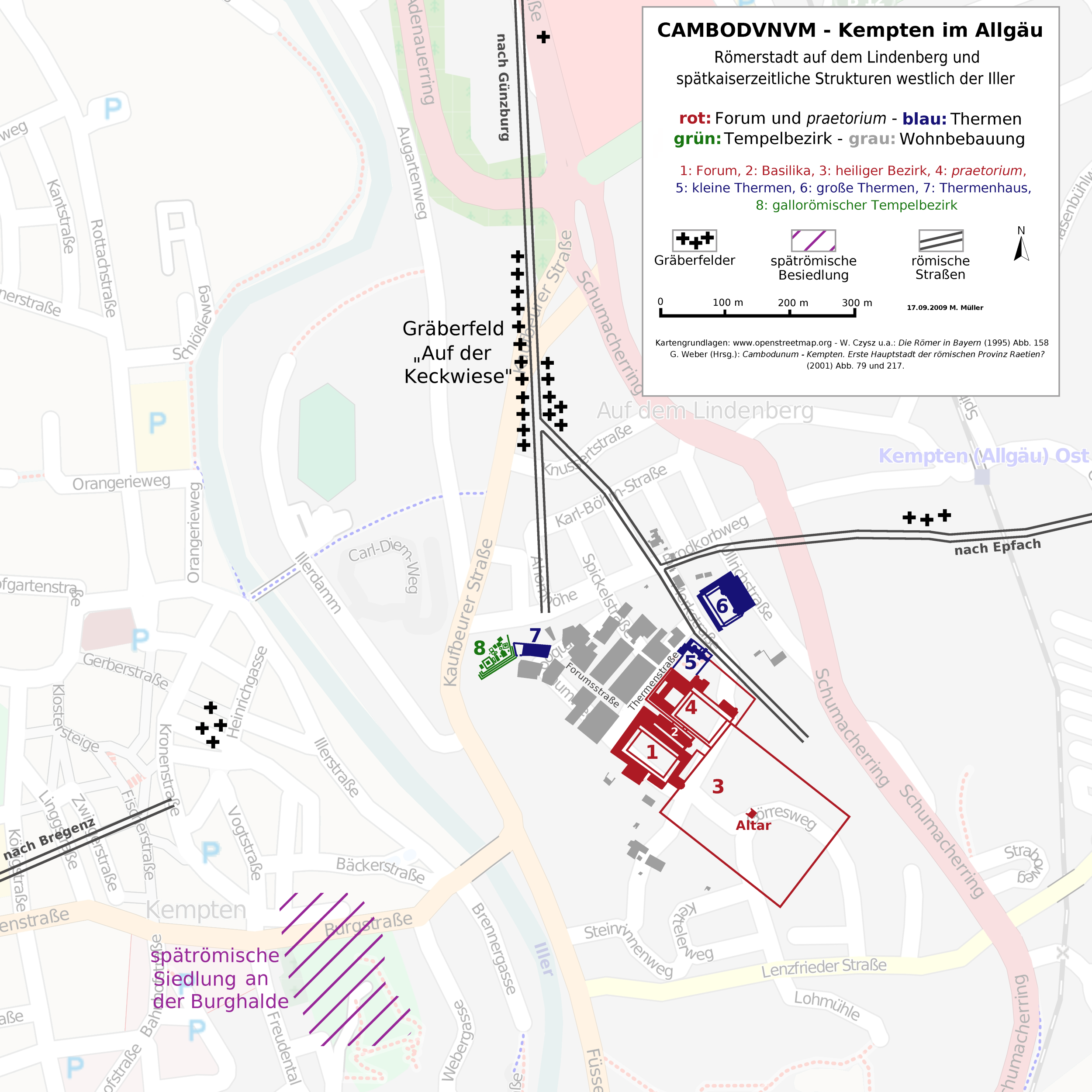
Lageplan des römischen Kempten (Cambodunum), spätantike Siedlung auf der Burghalde unten links

## Name
Der Name leitet sich direkt von der Vorgängersiedlung Cambodunum ab. Er wird erwähnt in der Notitia dignitatum. Andere Quellen verwenden weiterhin den Namen der früheren Siedlung, so das Itinerarium Antonini (Campoduno, Beginn des 3. Jahrhunderts) und die Tabula Peutingeriana (Camboduno, zweite Hälfte des 4. Jahrhunderts).

## Topographie
Das Plateau der Burghalde überragt das Flusstal der Iller um etwa 25 Meter und besitzt eine Länge von 130 m bei einer Breite zwischen 20 und 95 m. Am Fuß schließt sich eine hochwasserfreie Terrasse von 200 × 50 m an.
In der flavischen Zeit verlief die Iller westlich der Burghalde. Der Durchbruch des Flusses zwischen Burghalde und Lindenberger Ösch, wo sich die frühere Zivilsiedlung befand, könnte mit einem Hochwasserereignis im 1. Jahrhundert n. Chr. zusammenhängen. Dies wird belegt durch Funde von zwölf Eichenstämmen aus dem Bereich des Rathausplatzes, die wahrscheinlich von einer Brücke stammen, dendrochronologisch konnten sie auf die Regierungszeit des Kaisers Tiberius datiert werden. Ein C14-datierter Birkenstamm sowie verschiedene römische Kleinfunde in Schwemm- und Kiesschichten unterhalb der heutigen Altstadt weisen in die gleiche Richtung.

## Geschichte
Unter dem Druck der Alamanneneinfälle des Jahres 260 in die römische Provinz Raetien wurde die Siedlung auf dem Lindenberg spätestens zum Ende des 3. Jahrhunderts aufgegeben. Eine vollständige oder planmäßige Zerstörung, etwa durch Brand, ist bisher nicht archäologisch nachgewiesen. Die Großen Thermen scheinen im 3. Jahrhundert bereits nicht mehr instand gehalten worden zu sein, so dass Mauern und Dachkonstruktionen einstürzten.
Erst die Kaiser Aurelian (270–275) und Probus (276–282) konnten nördlich der Alpen wieder militärische Erfolge erringen und die Provinz befrieden. Die Einrichtung einer militärischen Verteidigung und der systematische Neubau von Kastellen des Donau-Iller-Rhein-Limes geht aber auf die späteren Tetrarchen zurück. Möglicherweise wurde auch die Befestigung der Burghalde zur Aufnahme der mit knapp unter einem Hektar wesentlich reduzierten Siedlung bereits im letzten Viertel des dritten Jahrhunderts errichtet.
Die Überwachung der Grenze war nun wesentlich kleineren Einheiten (Limitanei) übertragen, deren Garnisonen wie in Kempten auf fortifikatorisch günstig gelegenen Höhen eingerichtet wurden. Cambodunum war damit zur Grenzstadt geworden. Nördlich befand sich im heutigen Ort Kellmünz an der Iller das Kastell Caelius Mons. Westlich von Kempten verlief die Reichsgrenze entlang der Römerstraße Kempten–Bregenz nicht als Flussgrenze. Dieser Bereich zwischen dem Kastell Vemania bei Isny und Cassiliacum (bei Memmingen) wurde nach Angaben der Notitia dignitatum Anfang des 5. Jahrhunderts von der in Cambidano stehenden, vermutlich etwa 200 Mann starken Teileinheit der Legio III Italica kontrolliert. Welche Einheit dort im späten 3. Jahrhundert den Dienst versehen und die Befestigung erbaut hatte, ist unbekannt.
In konstantinischer Zeit und besonders im zweiten Viertel des 4. Jahrhunderts scheint sich die Lage an der Reichsgrenze etwas beruhigt zu haben. In geringem Umfang könnte auch wieder die Siedlung auf dem Lindenberg genutzt worden sein, worauf Münzfunde Konstantins und seiner Nachfolger Constantinus II., Constantius II., Valentinian I. und Valens aus dem Bereich der Kleinen Thermen, des gallorömischen Tempelbezirks und einer insula hindeuten.

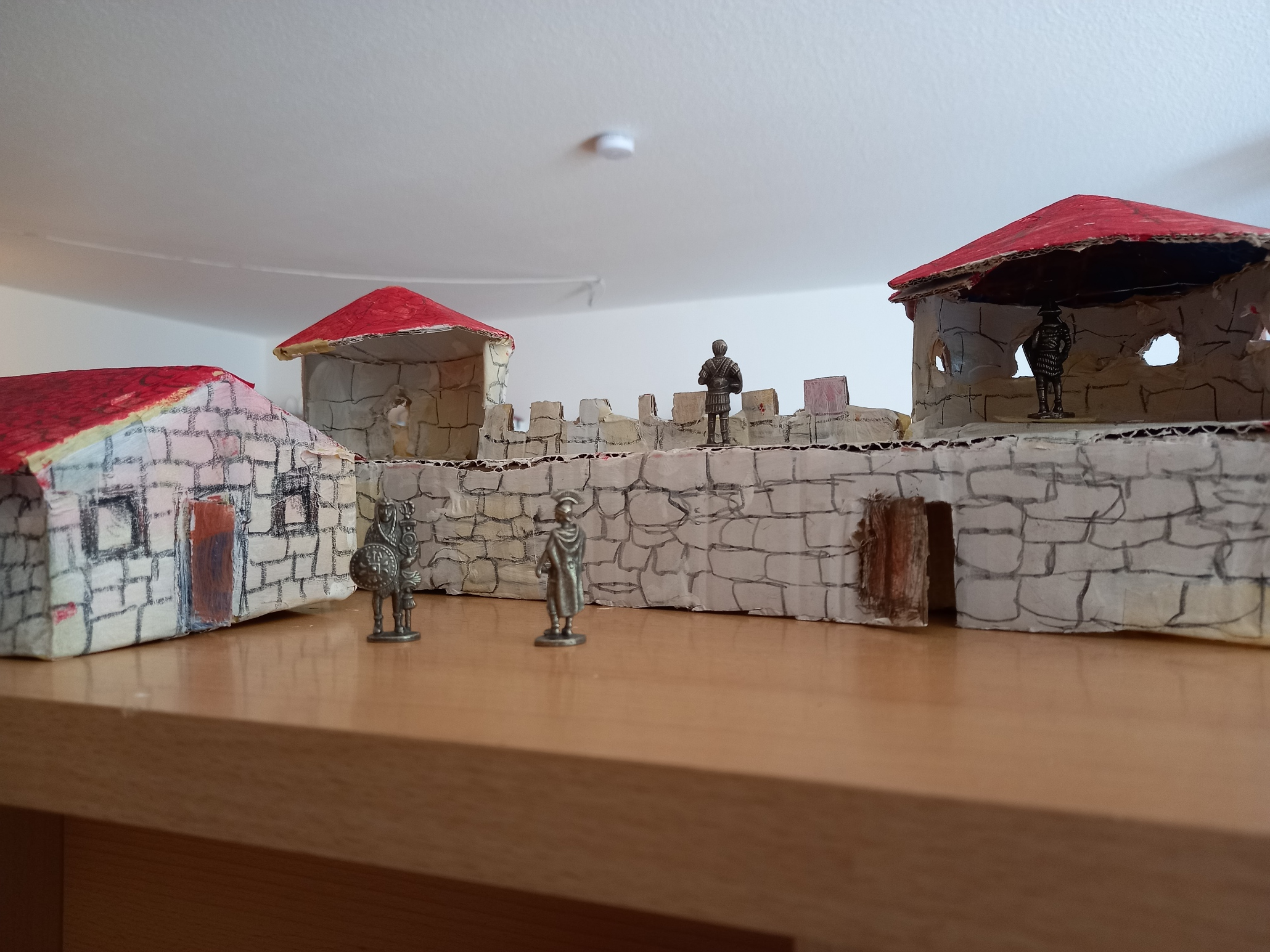
Kastell Cambidanum Rekonstruktion

Das Ende der befestigten Siedlung auf der Burghalde und des Donau-Iller-Rhein-Limes ist anhand des spärlichen spätesten Fundmaterials schwierig zu bestimmen, so auch in Kempten. Generell liegen nur wenige spätrömische Funde von der Burghalde vor. Ein Trachtenzubehör zu einem Militärgürtel aus dem kleinen Gebäude mag einem Soldaten der vielleicht bis 420/430 n. Chr. hier stationierten Abteilung zuweisbar sein, die seit dem 4. Jahrhundert zunehmend aus germanischen Söldnern bestand. Aussagen über diesen Zeitraum hinaus sind mangels datierender Funde nicht möglich. Auf das Ende von Cambidanum weist möglicherweise eine mächtige, nicht datierbare Brandschicht an der Südmauer des Burghalde-Plateaus hin, die in den 1950er Jahren entdeckt wurde.

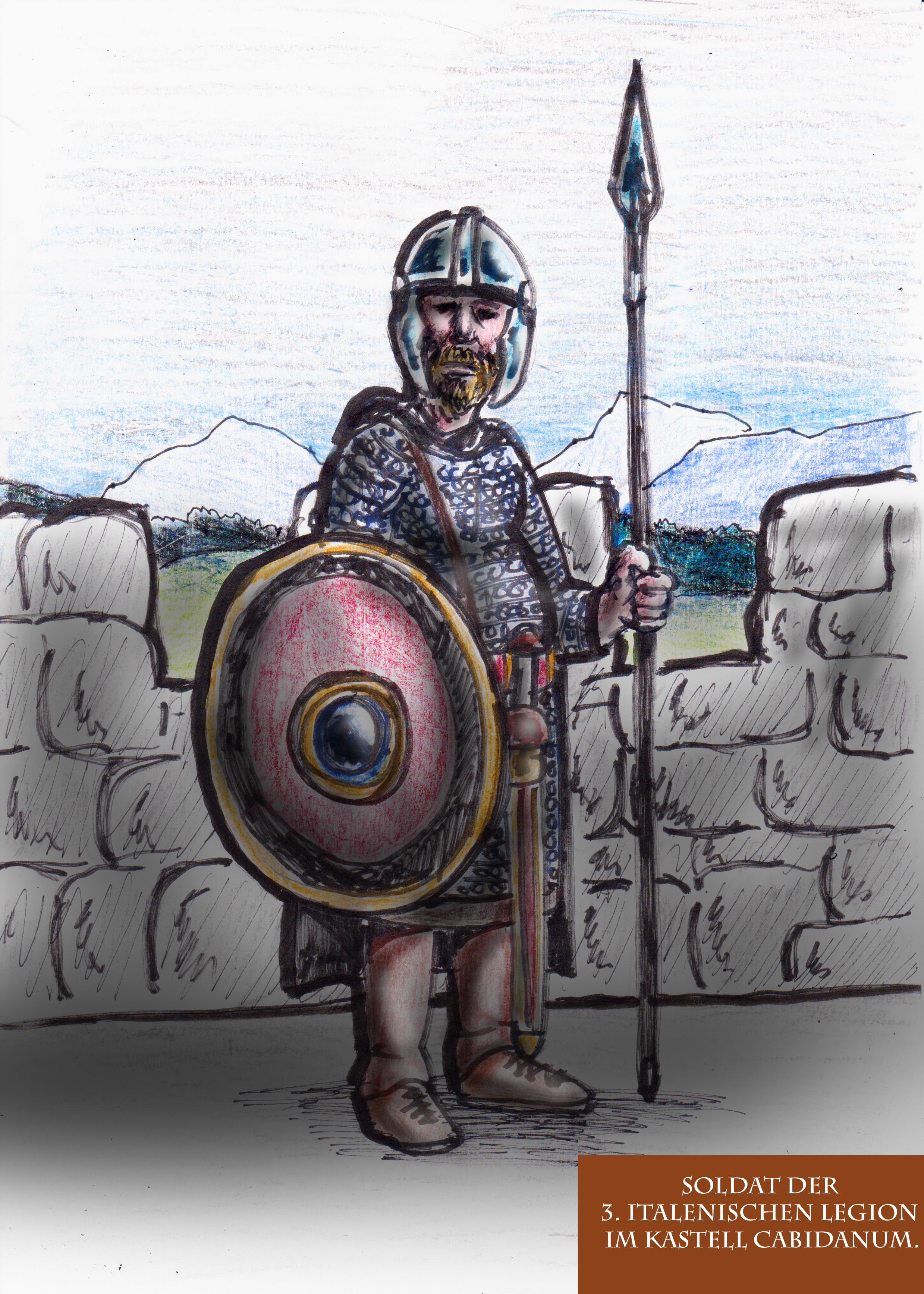
Rekonstruktion eines Soldaten der Legio Italica III (Stationiert im spätantiken Kastell Kempten)

## Archäologische Fundstellen der Spätantike in Kempten

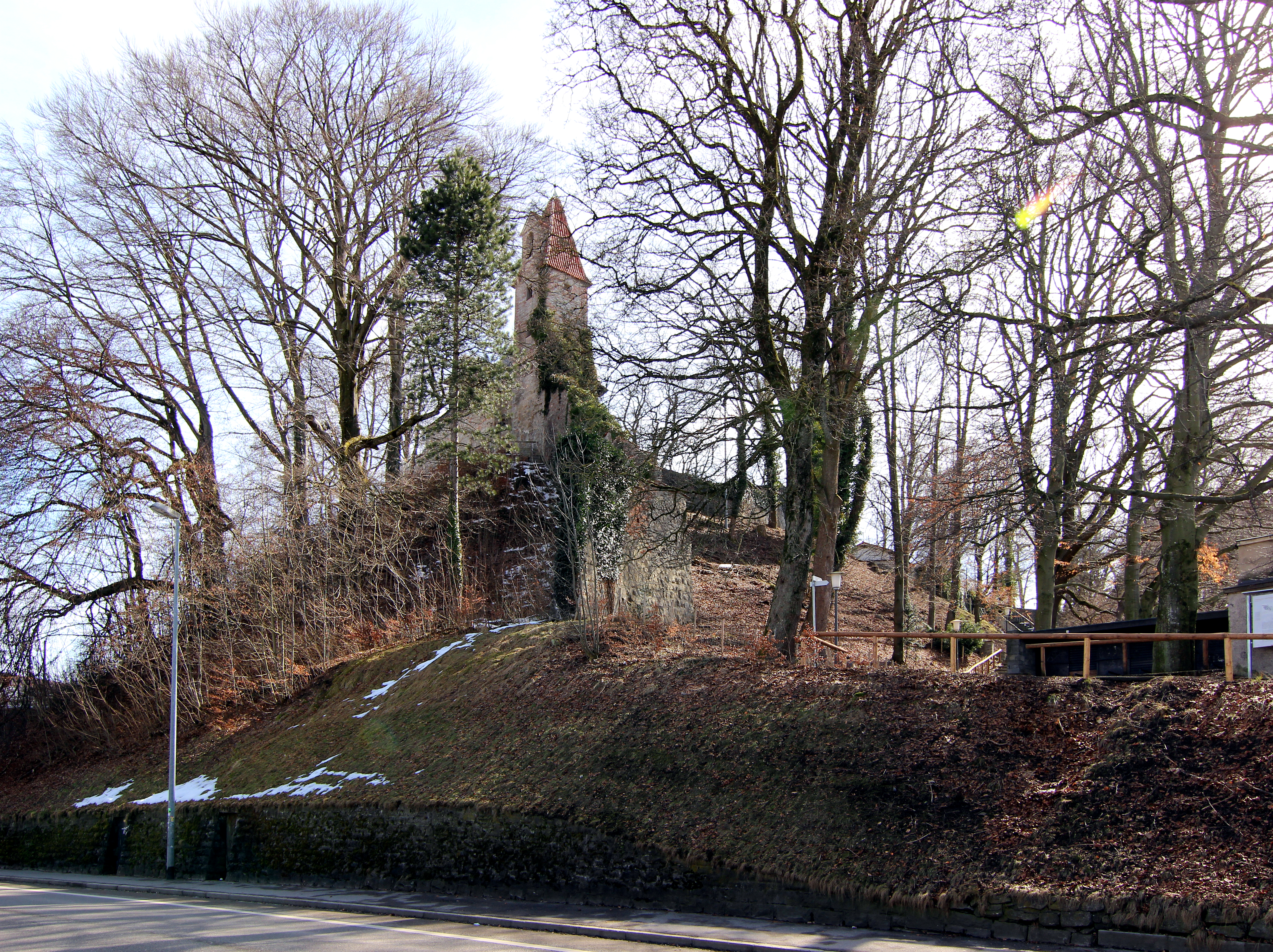
Ansicht der Burghalde von Nordwesten

Plan

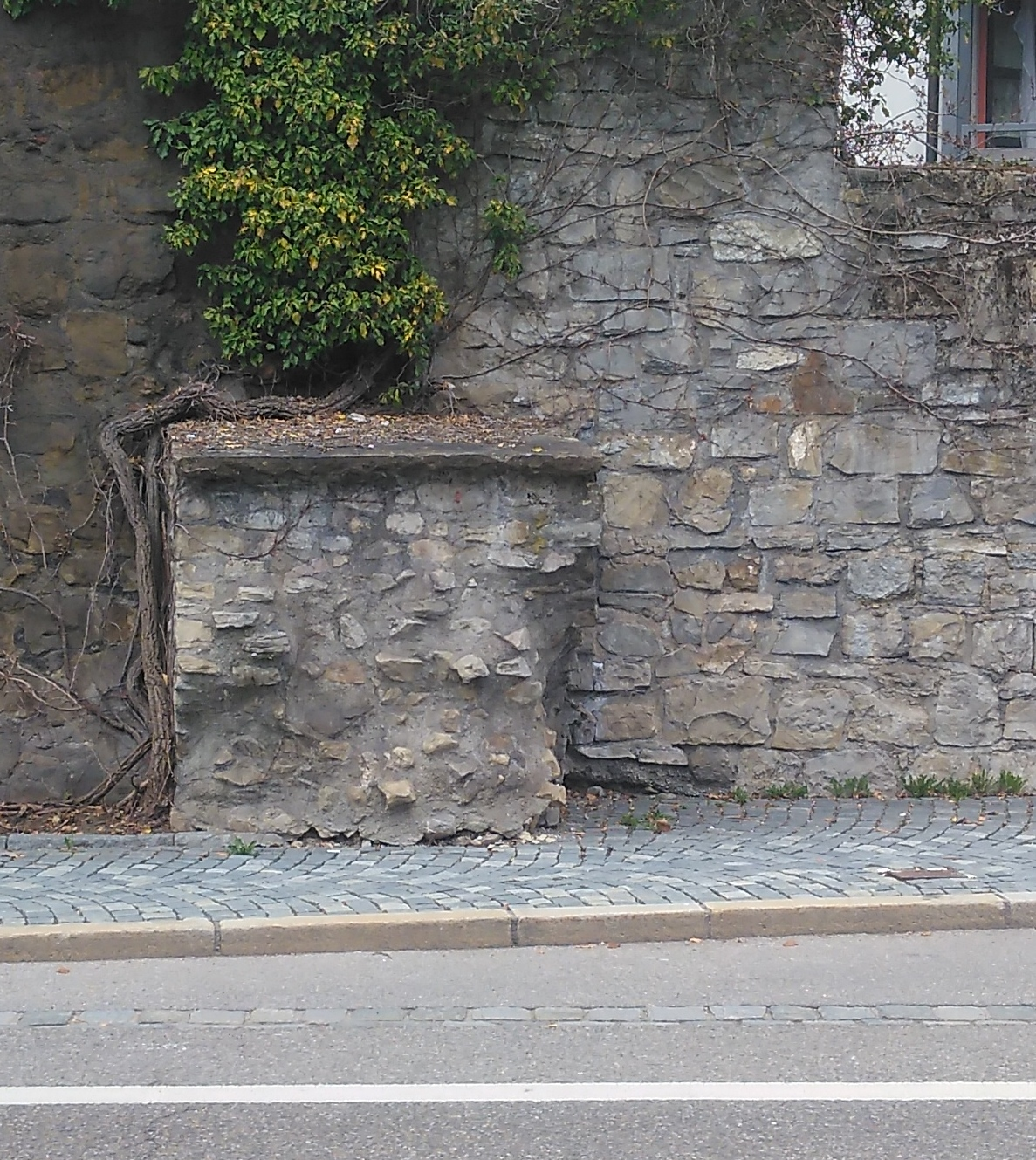
Mauervorsprung als Rest der spätrömischen Befestigungsmauer in der Burgstraße

### Burghalde

#### Wehrmauer
Die heute sichtbaren Wehranlagen auf der Burghalde stammen aus dem späten Mittelalter und der frühen Neuzeit. Aufgrund der Topographie dürften sie teilweise deckungsgleich mit den spätrömischen Befestigungsmauern verlaufen. Nahe der Südwestbastion wurde 1950 eine 1,2 m breite Mauer auf einer Länge von 15 m festgestellt, die aufgrund ihrer Konstruktion aus der Spätantike stammen dürfte.
Im Westen ist die Befestigungsmauer 1,8 m breit und verläuft in oder knapp neben der spätmittelalterlichen Mauer des protestantischen Friedhofes. Oberirdisch ist ein Teil der nördlichen Front durch einen 1,2 m hohen Mauervorsprung im Kreuzungsbereich der Burgstraße und der spätmittelalterlichen Stadtmauer markiert. Ein halbrunder Schalenturm mit einer Breite von 4,5 m befand sich knapp drei Meter südlich der Aussegnungshalle. Der ummauerte Bereich nahm damit eine Fläche von 0,75 ha ein und wäre für die Aufnahme einer 200 Mann starken Teileinheit geeignet. Unklar bleibt, in welchem Umfang die Umwehrung auch die zivile Siedlung mit aufnahm.

#### Gebäude
Von der Innenbebauung sind nur wenige Gebäude bekannt. Ein kleines Wohnhaus an der nordöstlichen Mauer weist die Maße von 5,5 × 9,5 m auf. Ein größerer Bau mit zwei Apsiden (freigelegter Innenraum 11,4 × 18,4 m, nach anderen Angaben 13,2 × 20,6 m) konnte nur in seinem südlichen Teil ergraben werden. Die Deutung schwankt zwischen einem Bade- und einem Empfangsgebäude ähnlich der Aula im Kastell Kellmünz. Mangels Belegen und wegen Abweichungen in der Bauweise wurde eine ältere Annahme des Ausgräbers Ludwig Ohlenroth (1941), dass es sich um eine spätrömische (Bischofs-)Kirche handeln soll, verworfen.

### Gräberfelder
Zwei spätantike Gräberfelder konnten in Kempten bisher archäologisch nachgewiesen werden. Eine Gruppe von 38 spätrömischen Körperbestattungen im früh- und mittelkaiserzeitlichen Gräberfeld „Auf der Keckwiese“ (Bereich der späteren Keckkapelle) ist aufgrund seiner Lage wahrscheinlich einer Nachnutzung der Siedlung auf dem Lindenberg zuzuweisen. 28 dieser Gräber waren beigabenlos. Herausragend ist die Bestattung eines erwachsenen Mannes mit konischem Glasbecher und silberner Gürtelgarnitur, der vielleicht der Oberschicht des dritten Viertels des 4. Jahrhunderts angehörte.
Zur spätantiken Besiedlung auf der Burghalde gehört ein kleineres Gräberfeld unter dem heutigen Rathausplatz. Es besteht aus etwas mehr als einem Dutzend vorwiegend beigabenlosen Körpergräbern. Bemerkenswert ist die Bestattung in Bauchlage eines erwachsenen Mannes aus der 2. Hälfte des 4. Jahrhunderts. Der Schädel wies eine Hiebverletzung auf, von der der Mann anscheinend genesen war. Die wenigen Beigaben, eine Bronzehülse mit drei Sonden, könnten im medizinischen Bereich benutzt worden sein.